# 14e armée de l'air et des forces de défense aérienne
Pour les articles homonymes, voir 14e armée de l'air.
La 14e armée de l'air et des forces de défense aérienne (en russe : 14-я армия ВВС и ПВО) est une formation des forces aérospatiales russes située à Iekaterinbourg, dont la zone de responsabilité couvre la district militaire central.
Elle est créée en 1998 en reprenant les traditions de la 14e armée de défense aérienne indépendante lors de la réorganisation de l'armée de l'air russe, afin de combiner les unités de l'armée de l'air et des forces de défense aérienne.
L'unité est rebaptisé 2e commandement des forces aériennes et de défense aérienne lorsque l'armée de l'air russe réorganise ses armées en commandements en 2009, avant de retrouver son nom d'origine en 2015.

## Historique
Au cours de l'été et de l'automne 1948, pour la défense des cibles stratégiques sur le territoire soviétique, des districts de défense aérienne sont créés, comprenant les districts de défense aérienne d'Omsk et de Novossibirsk, appelés districts de 3e catégorie. Lors d'une réorganisation de juillet 1952 par directive du commandant des forces de défense aérienne, la zone de responsabilité du district de défense aérienne de Novossibirsk fut quelque peu élargie, devenant un district de défense aérienne de 3e catégorie. En conséquence, le 1er juillet 1952 devint la date de formation des unités de défense aérienne de Novossibirsk.
Le 1er mai 1953, avec la suppression du quartier général du district de défense aérienne d'Omsk lors d'une réorganisation, le district de défense aérienne de Novossibirsk comprend 3 900 personnes et 170 canons antiaériens répartis dans deux régiments antiaériens. Lors d'une réorganisation en juillet et août 1954, le district de défense aérienne de Novossibirsk devient la division de défense aérienne de Novossibirsk. Conformément à un décret du Comité central du Parti communiste de l'Union soviétique du 19 mars 1956 ordonnant le renforcement de la défense aérienne en Sibérie et dans l'Oural, des dizaines de systèmes radiotechniques et sol-air des unités de missiles sont formées et, le long de la côte nord de l'océan Arctique, un réseau de stations radar à longue portée est créé pour détecter l'aviation ennemie. Conformément à une directive du 2 octobre 1956 de l'état-major général, la division de défense aérienne de Novossibirsk est réorganisée en Corps de défense aérienne de Novossibirsk, comprenant la 186e division d'aviation de chasse de l'oblast de l'Amour.

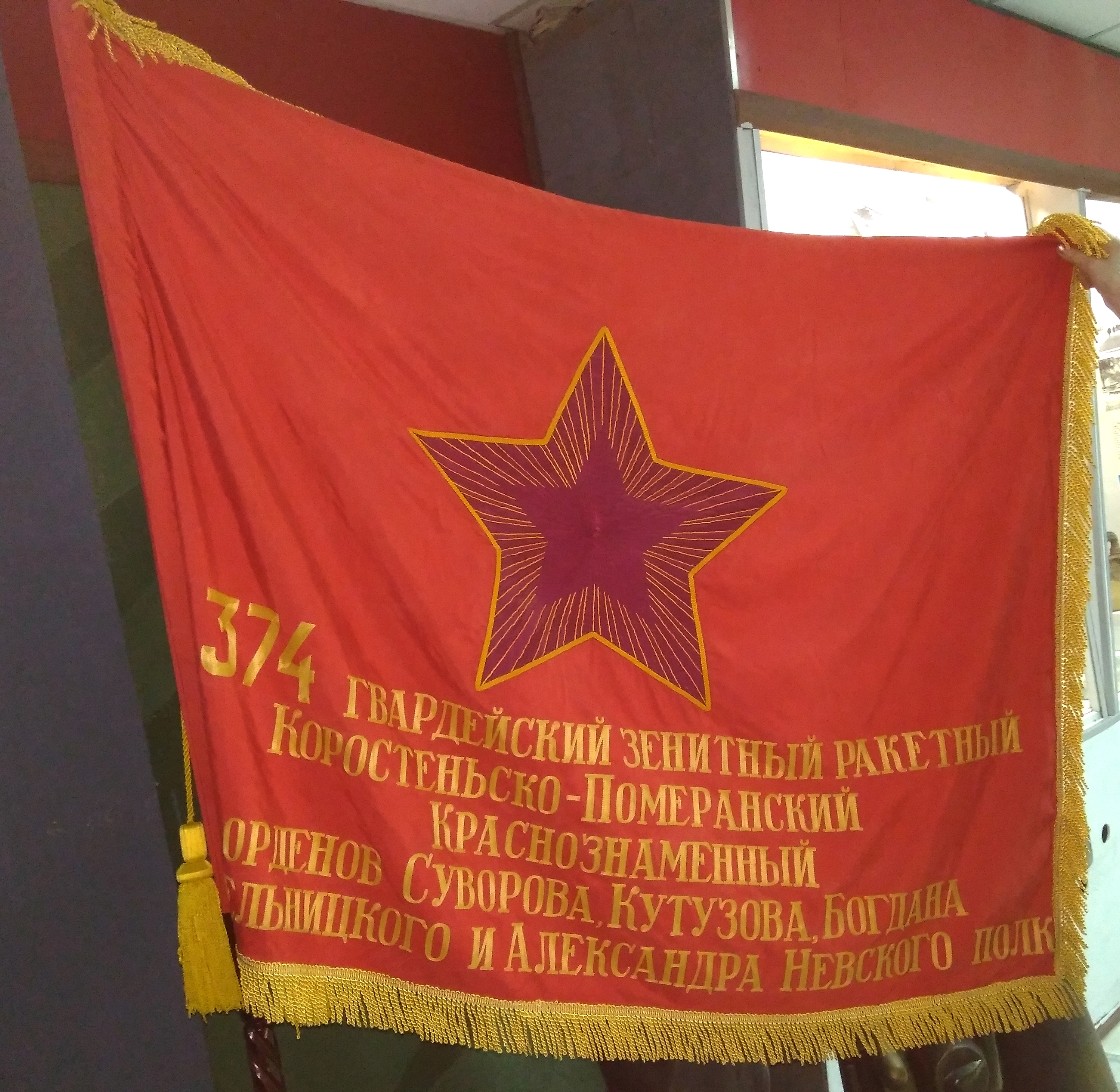
Drapeau de bataille du 374e régiment de roquettes antiaériennes de la Garde (33e division de défense aérienne), opérant dans le.

Au printemps et à l'été 1960, le quartier général du corps est réorganisé pour devenir celui de la 14e armée de défense aérienne indépendante (russe : 14-й Краснознамённая ARMия ПВО). La nouvelle armée comprend la 20e division de défense aérienne de l'oblast de l'Amour à Tolmatchevo près de Novossibirsk (formée à partir de la 186e division), la 26e division de défense aérienne de Moukden à Irkoutsk (formée à partir de la 246e division d'aviation de chasse) et la nouvelle 33e division de défense aérienne à Semipalatinsk. La 20e division contrôle les unités de la Sibérie occidentale jusqu'au kraï de Krasnoïarsk, la 26e division est responsable des unités de défense aérienne basées à Irkoutsk, Tchita et Iakoutie, et la 33e division est responsable des unités de défense aérienne basé dans l'oblast d'Omsk et au nord-est du Kazakhstan. L'armée est élargie en 1969 avec la création du quartier général de la 22e division de défense aérienne à Norilsk pour prendre le contrôle du réseau de stations radar le long de la côte nord de l'Arctique.
À la suite d'une réorganisation en 1980, l'armée comprend les 38e et 39e corps de défense aérienne et la 22e division de défense aérienne. Au printemps 1980, le quartier général de la 33e division de défense aérienne est transféré dans le district militaire de Transbaïkalie et les unités qui faisaient auparavant partie de la division relèvent du nouveau 56e corps de défense aérienne à Semipalatinsk, qui devient une partie du district militaire d'Asie centrale (en). Au cours de la même réorganisation, les 20e et 26e divisions de défense aérienne deviennent respectivement les 38e et 39e corps de défense aérienne. Les responsabilités du 39e corps sont en conséquence transférées à Irkoutsk, Iakoutsk et Krasnoïarsk. Au printemps 1986, le 56e corps de défense aérienne de Semipalatinsk reprend le contrôle de l'armée. Le 39e corps de défense aérienne revient au statut de division sous le nom de 94e division de défense aérienne au printemps 1988. Le 50e corps de défense aérienne de la Garde d'Atamanovka, responsable de la Transbaïkalie, devient partie intégrante de l'armée au début de 1989 après le retrait soviétique de Mongolie.
En 1988, cinq régiments de chasse font partie de l'armée.
Ci-dessous, les régiments de chasse de la 14e armée des forces de défense antiaérienne en 1988:
| Régiment                                                            | Base              | Équipement    | Notes                                                                                       |
| ------------------------------------------------------------------- | ----------------- | ------------- | ------------------------------------------------------------------------------------------- |
| 64e régiment d'aviation de chasse                                   | Omsk-Tchakalovsky | MiG-31        | 56e corps de défense aérienne                                                               |
| 350e régiment d'aviation de chasse                                  | Bratsk            | MiG-31        | Formé en 1945                                                                               |
| 356e régiment d'aviation de chasse des forces de défenses aériennes | Semeï             | MiG-31        | Formé en mars 1944 ; 56e corps de défense aérienne                                          |
| 712e régiment d'aviation de chasse de la Garde                      | Kansk             | Soukhoï Su-15 | 39e corps de défense aérienne (transformé en 94e division défense aérienne en février 1988) |
| 849e régiment d'aviation de chasse des forces de défenses aériennes | Koupino           | MiG-23MLD     | 38e corps de défense aérienne                                                               |

Également en 1988, le 197e régiment indépendant d'aviation de transport fait partie de l'armée et est basée à l'aéroport de Tolmatchevo, dans l'oblast de Novossibirsk. Équipé des An-12/24/26 et Mi-8, le régiment est formé sous le nom de 43e escadron indépendant d'aviation de transport en 1969, avant d'être transformé en régiment en 1988. L'unité est active jusqu'en mai 1998, mais est de nouveau déclassé en escadron en 1996.
Conformément à une directive de décembre 1994, la 14e armée indépendante de défense aérienne est réorganisée en 6e corps indépendant de défense aérienne.

### 14earmée de l'air et des forces de défense aérienne
La 14e armée de l'air et des forces de défense aérienne reprend les traditions de la division de défense aérienne de Novossibirsk créée en mars 1954, le corps de défense aérienne de Novossibirsk renommé le 15 novembre 1956, la 14e armée indépendante de défense aérienne renommée le 24 mars 1960 et le 6e corps indépendant de défense aérienne renommée le 6 octobre 1994. Le 6e corps indépendant comprend les 16e de la Garde, 20e et 94e divisions de défense aérienne de Moukden.
La 14e armée de l'air et des forces de défense aérienne est créée en 1998, à partir du 6e corps indépendant de défense aérienne des forces de défense aérienne russes à Novossibirsk ; la 23e armée de l'air (en) des forces aériennes russes de Tchita ; et le 50e corps indépendant de défense aérienne de Tchita. Sa zone de responsabilité couvre l'immense zone du district militaire sibérien et son quartier général est situé à Novossibirsk. Ses avions sont concentrés dans la partie sud du territoire, le long de la frontière avec le Kazakhstan et la Mongolie. En 2007, le commandant de la nouvelle armée est le lieutenant-général Nikolaï Danilov.
Le 50e corps de défense aérienne de la Garde est regroupé dans la 26e division de défense aérienne de la Garde en novembre 1998.
La force la plus importante est la 21e division aérienne mixte, exploitant un régiment de bombardiers tactiques Sukhoi Su-24-M, un régiment de reconnaissance Su-24MR et un régiment d'avions d'attaque Su-25. La 21e semble dater de la création de la 21e division d'aviation de bombardement (unité militaire numéro 17954) au sein de la 23e armée de l'air en 1979 à Djida. La division est stationnée dans la partie orientale de la zone de responsabilité de l'armée, près de la frontière chinoise.
L'armée est dissoute en 2009 et rebaptisée 2e commandement des forces aériennes et de défense aérienne.
La 21e division fusionne avec deux unités vers 2010 pour devenir la 6980e base aérienne de la Garde de 1er rang. La nouvelle base (unité militaire numéro 69806) est équipée de bombardiers Sukhoï Su-24-M et d'avions de reconnaissance Su-24MR et stationnée à l'aéroport de Chagol.
L'armée est réformée en août 2015. Le lieutenant-général Alexandre Tatarenko (en) en prend le commandement en janvier 2016.
Dans le contexte de l'invasion russe de l'Ukraine, la légion « Liberté de la Russie » revendique le 18 juillet 2024 un incendie sur l'aéroport international de Perm où sont stationnés des MiG-31 de la 6980e base d'aviation russe de la 14e armée de l'air.

## Commandants
- Lieutenant-général Valeri Netchaïev (juin 1998 - décembre 2000)
- Lieutenant-général Aleksandr Zeline (décembre 2000 - juin 2001)
- Lieutenant-général Nikolaï Danilov (juin 2001 - juillet 2007)
- Lieutenant-général Aleksandr Belevitch (juillet 2007 - juin 2008)
- Lieutenant-général Viktor Bondarev (juin 2008 - août 2009)
- Lieutenant-général Viktor Sevostianov (août 2015 - janvier 2016)
- Lieutenant-général Aleksandr Tatarenko (12 janvier 2016 - août 2020)
- Major général Vladimir Melnikov (août 2020 - présent)

## Structure (2020-21)
- Quartier général de la 14e armée : Iekaterinbourg[13]
  - 21e division d'aviation mixte (base aérienne de Chagol)
    - 712e régiment d'aviation de chasse de la Garde ; deux escadrons : chasseurs MiG-31BM (base aérienne de Kansk-Ioujni (en)), équipé de MiG-31K[14]
    - 764e régiment d'aviation de chasse ; deux escadrons : chasseurs MiG-31BM/BSM (base aérienne de Perm)[15]
    - 2e régiment d'aviation de bombardiers de la Garde ; un escadron : avion d'attaque Su-24MR Fencer ; deux escadrons : chasseurs d'attaque Su-34 (base aérienne de Chagol)[16],[17], prochainement équipé de trois escadrons de Su-34[14]

  - 999e base aérienne (base aérienne de Kant (en), Kirghizistan ; subordonnée à la 14e armée) ; un escadron : Su-25SM Frogfoot[18]
  - 76e division de défense aérienne (QG : Samara)
    - 185e régiment de missiles antiaériens (Beriozovski) : système de missiles sol-air S-400[19]
    - 511e régiment de missiles antiaériens de la Garde (base aérienne d'Engels) : missiles sol-air S-400/Pantsir[20],[21]
    - 568e régiment antiaérien (Samara) : missiles sol-air S-300PS[20]

  - 28e brigade de missiles antiaériens (Mirni) : missiles sol-air S-300V4 [20]
  - 41e division de défense aérienne (QG : Novossibirsk)[20]
    - 590e régiment de missiles antiaériens (Novossibirsk) : missiles sol-air S-400/Pantsir
    - 388e régiment de missiles antiaériens (Atchinsk) : missiles sol-air S-300P (peut être remplacés par la variante PM2 à partir de novembre 2021)[22]
    - 24e brigade de missiles antiaériens (Abakan) : missiles sol-air S-300P ?
    - 1534e régiment de missiles antiaériens d'Angarsk (base aérienne de Belaïa) : missiles sol-air S-300PM

  - 17e brigade d'aviation de l'armée de la Garde (base aérienne de Kamensk-Ouralski (en)) La brigade a reçu le titre d'unité de la Garde par un Oukase du président Vladimir Poutine en juin-juillet 2022[23].
  - 337e régiment indépendant d'hélicoptères (aéroport de Tolmatchevo)

Sous un commandement distinct, celui de l'aviation russe à long rayon d'action, se trouvent des unités de bombardiers à long rayon d'action basées à Engels-2 et Belaïa, à l'intérieur des limites géographiques du district militaire central.